# Georg August Baumgärtner
Georg August Baumgärtner (Biberach an der Riß, 1869. augusztus 30. – München, 1936. május 8.) német lapszerkesztő, író.

## Élete
August Baumgärtner és Therese Baumgärtner (született: Therese Rupp) gyermeke volt. Középiskolai és egyetemi tanulmányai után Stuttgartban a Németországi Kiadói Társaság tudományos korrektora lett, ezzel egy időben a müncheni Allgemeine Zeitung tudományos mellékletének írója, több más magazin munkatársa volt. Elsősorban kézművességről, építészetről és szépirodalmi magazinokról értekezett. 1902 és 1920 közt Münchenben a Nachrichten- und Generalanzeiger című lap szerkesztője volt, ezután hosszabb, tanulmányi célú világlátogatásra indult. Röviddel halála előtt tette közzé a 1910–1935. 25 Jahre Gartenstadt Harlaching című emlékalbumot. A müncheni  Theatergemeinschaft deutscher Bühnen munkatársa, számos egyéb társadalmi szövetségének tagja volt.  München-Harlachingban, az Isenschmidstrasse 6. szám alatt lakott. Felesége Anna Körner volt, két gyermekük volt, egyikük Franz Josef (született: 1911). Írói álnevei Georg Agi és August Georges voltak.

## Válogatott munkái
- Ein moderner Zeitungsbau, 1906.
- Zehn Jahre Münchner Hilfstätigkeit 1914–1924, Denkschrift in 2 Teilen, München: Knorr & Hirth, 1924.
- Denkschrift zum Wieder-Aufbau des Münchner Tierparks Hellabrunn, hrsg. für Aufklärung und Werbung vom Tierpark-Ausschuß im Hilfsbund der Münchener Einwohnerschaft, München: Hamböck, 1927.
- 1910–1935. 25 Jahre Gartenstadt Harlaching. Gedenkblätter der Freien Vereinigungg Harlaching-Menterschwaige-Isarhöhe (= Beiträge zur Münchner Siedlungs-Geschichte), München: Buchdruckerei und Verlagsanstalt Gerber Harlaching, Ulmenstr, Eugen Pohl, 1935.

## Külső hivatkozások
- Néhány munkája és alapvető életrajzi adatai a Deutsche Digitale Bibliothek oldalán

## Fordítás
- Ez a szócikk részben vagy egészben  a   Georg August Baumgärtner című német Wikipédia-szócikk ezen változatának fordításán alapul.  Az eredeti cikk szerkesztőit annak laptörténete sorolja fel. Ez a jelzés csupán a megfogalmazás eredetét és a szerzői jogokat jelzi, nem szolgál a cikkben szereplő információk forrásmegjelöléseként.